# Лішин Андрій Федорович
Андрій Федорович Лішин (1801—1898) — генерал-лейтенант російської армії, директор Будівельного училища в Санкт-Петербурзі.

## Життєпис
Народився 26 травня 1801 року в родовому маєтку, в селі Вельжичі Мглинського повіту, Чернігівської губернії. Батько, Федір Андрійович Лишень, (1757 — 15.01.1826) був асесором, суддею Мглинського повітового суду (з 1807); мати, Парасковія Володимирівна, уроджена Губчиць, дочка бунчукового товариша (1763 — 23.05.1840).
У сім'ї було 5 синів: Григорій, Микола, Петро, Володимир і Андрій. Всі стали військовими.